# Beesoniidae
Beesoniidae es una familia de insectos en la superfamilia Coccoidea. Por lo general causan agallas en las plantas huéspedes. Los miembros de esta familia en su mayoría son del sur de Asia.

## Plantas huéspedes
En el Viejo Mundo, los miembros de esta familia se encuentran en robles del género Quercus y árboles en el género Shorea y Dipterocarpus en la familia Dipterocarpaceae. Las especies del Nuevo Mundo son parásitos de las palmas.

## Ciclo de vida
La mayoría de las especies de esta familia pasan por cuatro estadios en las hembras y cinco estadios en los machos durante su desarrollo. Las hembras del género Gallacoccus tienen sólo tres estadios. Las hembras forman agallas que a menudo son muy adornadas. En algunas especies los primeros estadios parecen actuar como soldados y tratan de guardar la agalla. Los machos adultos parecen desarrollarse dentro de las agallas formadas por las hembras.

## Géneros
- Beesonia
- Danumococcus
- Echinogalla
- Gallacoccus
- Limacoccus
- Mangalorea